# Psara (okręt)
„Psara” – nazwa noszona na przestrzeni dziejów przez kilka okrętów greckiej marynarki wojennej, na cześć wyspy Psara:
- „Psara” – tender torpedowców zakupiony w 1880 roku, ex SS „Gettysburg”, którego nazwę w 1889 zmieniono na „Kanaris”[1]
- „Psara” – okręt pancerny typu Hydraz końca XIX wieku[2][3]
- „Psara” (D98) – niszczyciel typu Dardo z okresu międzywojennego i II wojny światowej[4]
- „Psara” (F454) – fregata rakietowa typu Hydra z końca XX wieku[5][6]